# Rattus arfakiensis
Rattus arfakiensis är en gnagare i släktet råttor som förekommer på Nya Guinea. Populationen listades en längre tid som underart till Rattus niobe.
Arten har i motsats till Rattus niobe en mer brunaktig päls på ovansidan.
Denna gnagare är endast känd från en liten region på nordöstra Fågelhuvudhalvön i Nya Guinea. Exemplar hittades i Arfakbergen vid 2000 meter över havet. Inget är känt om levnadssättet.
Det saknas informationer angående populationens storlek och möjliga hot. IUCN listar arten med kunskapsbrist (DD).